# Малиновый (Курская область)
Малиновый — посёлок в Курском районе Курской области России. Входит в состав Винниковского сельсовета.

## География
Посёлок находится в 110 км от российско-украинской границы, в 13 км к северо-востоку от районного центра — города Курск, в 2,5 км от центра сельсовета — села 1-е Винниково.
Климат
Малиновый, как и весь район, расположен в поясе умеренно континентального климата с тёплым летом и относительно тёплой зимой (Dfb в классификации Кёппена).
Часовой пояс
Посёлок Малиновый, как и вся Курская область, находится в часовой зоне МСК (московское время). Смещение применяемого времени относительно UTC составляет +3:00.

## История
В 1966 г. указом президиума ВС РСФСР поселок Отрешковской РТС переименован в Малиновый.

## Население
| 2002 | 2010 |
| ---- | ---- |
| 282  | ↘263 |

## Инфраструктура
Личное подсобное хозяйство. В посёлке 43 дома.

## Транспорт
Малиновый находится в 8 км от автодороги федерального значения Р298 (Курск — Воронеж — автомобильная дорога Р22 «Каспий»; часть европейского маршрута E 38), в 1 км от автодороги регионального значения 38К-016 (Курск — Касторное), при автодорогe межмуниципального значения 38Н-317 (38К-016 – 1-е Винниково – Липовец с подъездом к п. Малиновый), в 0,7 км от ближайшего ж/д остановочного пункта 18 км (линия Курск — 146 км).
В 127 км от аэропорта имени В. Г. Шухова (недалеко от Белгорода).